# Mainz-Innenstadt
Mainz-Innenstadt war ein Ortsteil der Landeshauptstadt Mainz. Der Bezirk entsprang von der Gemarkung Mainz und wurde 1989 aufgeteilt in Mainz-Altstadt, Mainz-Neustadt, Mainz-Oberstadt sowie den östlichen Teil (Hartenberg) von Mainz-Hartenberg-Münchfeld. Es war für die Gesamtheit seiner Geschichte der weitaus bevölkerungsreichste Ortsteil von Mainz mit circa 80.000 Einwohnern.
Erstmals 1965 wurde für den Bezirk ein Ortsbeirat vom Stadtrat gewählt. Da eine Direktwahl des Ortsbeirats durch die Bevölkerung erst 1999 in Rheinland-Pfalz eingeführt wurde, ist Mainz-Innenstadt der einzige Bezirk in Mainz, dessen Ortsbeirat immer indirekt vom Stadtrat gewählt wurde. Während zur damaligen Zeit die anderen Ortsbezirke Ortsbeiräte mit neun Mitgliedern hatten, hatte die Innenstadt aufgrund seiner Größe einen Ortsbeirat mit 15 Mitgliedern. Die erste Zusammensetzung war: SPD 8, CDU 6, FDP 1.
1974 wurde Aenne Ley (FDP) als Ortsvorsteherin gewählt, als erste Mainzerin, die einem Ortsteil vorstand. In ihrer Amtszeit, in die das 1000-jährige Domjubiläum fiel, wurden die Fußgängerzonen der Innenstadt eingerichtet. Das Amt gab sie 1979 auf, als sie als erste Frau in der Geschichte Mainz' in den Stadtvorstand gewählt wurde, als ehrenamtliche Dezernentin für Umweltschutz, Sozialversicherung und die Verbindungen zu den US-amerikanischen Streitkräften.
1983 wurde Gisela Thews (SPD) Ortsvorsteherin und blieb bis zu ihrem Amtsantritt als hauptamtliche Dezernentin für Grün, Umwelt, Stadtsanierung und Gesundheit Anfang 1988 in dieser Funktion. Die letzte Ortsvorsteherin (1988–1989) war Ulla Brede-Hoffmann (SPD), die noch bis 1994 (und erneut 2009–2014) Ortsvorsteherin von Mainz-Altstadt war.

## Anmerkung
Mit der Benennung einer bislang namenlosen Parkfläche an der Großen Langgasse zwischen Gymnasium- und Dominikanerstraße als „Dr.-Gisela-Thews-Platz“, erhielt die gemeinhin als „Insel“ oder „Inselplatz“ bezeichnet Fläche im Sommer 2019 einen festen Namen und die frühere Ortsvorsteherin Gisela Thews eine Erinnerungsstätte.